# Martin Peder Vangli
Martin Peder Vangli (* 1. Februar 1903; † 5. Juni 1976) war ein norwegischer Skilangläufer und Nordischer Kombinierer.
Vangli belegte bei den nordischen Skiweltmeisterschaften 1930 in Oslo den 25. Platz über 17 km und den fünften Rang über 50 km. Im folgenden Jahr holte er bei den nordischen Skiweltmeisterschaften in Oberhof die Silbermedaille über 50 km. Zudem errang er dort jeweils den sechsten Platz in der Nordischen Kombination und über 18 km. Bei den nordischen Skiweltmeisterschaften 1934 in Sollefteå nahm er am Lauf über 18 km teil, den er aber vorzeitig beendete. Im Jahr 1937 erhielt er die Holmenkollen-Medaille.